# Television i Estland
Eesti Televisioon (ETV) sänder sedan 1955 en TV-kanal på estniska. År 2008 startades även systerkanalen ETV2 och 2015 den ryskspråkiga kanalen ETV+. ETV har varit medlem i EBU sedan 1993. Sedan 2007 är ETV ihopslaget med Eesti Raadio (ER) i public service-bolaget Eesti Rahvusringhääling (ERR). 
De stora kommersiella aktörerna i Estland är MTG, med TV3 i en estnisk version, samt Eesti Meedia.

## TV-kanaler

### Public service (ERR)
- ETV (HD)
- ETV2 (HD)
- ETV+ (HD)

### Eesti Meedia
- Kanal 2
- Seitse
- Kanal 11
- Kanal 12

### MTG
- TV3
- TV6
- TV8
- Viasat Sport Baltic